# Пятнистобокая горлица
Пятнистобокая горлица, или чёрно-белый голубь, или вонга (лат. Leucosarcia melanoleuca) — вид птиц семейства голубиных. Образует монотипический род пятнистобоких горлиц (Leucosarcia).
Длина тела около 40 см. Обитают на востоке Австралии.
Их рацион состоит из фруктов, ягод, семян местных лесных деревьев и насекомых.
В кладке обычно 2 яйца размером до 4 см.